# Подсосонье (Тёмкинский район)
Подсосонье — деревня в Тёмкинском районе Смоленской области России. Входит в состав Долматовского сельского поселения. Население — 3 жителя (2007 год).
Расположена в восточной части области в 18 км к северо-востоку от Тёмкина, в 29 км южнее автодороги М1 «Беларусь», на берегу реки Полоти. В 20 км юго-западнее деревни расположена железнодорожная станция Тёмкино на линии Вязьма — Калуга.

## История
В годы Великой Отечественной войны деревня была оккупирована гитлеровскими войсками в октябре 1941 года, освобождена в марте 1943 года.